# Richard Blaikie
Pour les articles homonymes, voir Blaikie.
Richard John Blaikie (né en 1965) est un physicien néo-zélandais qui travaille dans le domaine de l'optique à l'échelle nanométrique. Il est actuellement vice-chancelier adjoint chargé de la liaison recherche et entreprise à l'Université d'Otago.

## Enfance et formation
Richard Blaikie est né le 25 août 1965 et a fréquenté le Kaikorai Valley College (en) à Dunedin. Il a étudié à l'Université d'Otago (1984-1987) et a obtenu un Bachelor of Science (Hons) en physique. Il a remporté une bourse commémorative Rutherford pour fréquenter l'Université de Cambridge (1988-1992), où il a obtenu un doctorat en physique en 1992.

## Carrière universitaire
Après un an au Hitachi Cambridge Laboratory, il prend un poste de maître de conférences à l'Université de Canterbury. Il était à Canterbury de février 1994 à novembre 2011, et il a été nommé professeur pendant cette période. En 2001, il a été Fulbright Fellow au Massachusetts Institute of Technology.
Lorsque le MacDiarmid Institute for Advanced Materials and Nanotechnology (en) a été créé en 2002, il a été nommé directeur adjoint sous la direction du professeur Paul Callaghan. Lorsque Callaghan a pris sa retraite en 2008, Blaikie a été nommé directeur. Au cours de son mandat, l'institut a reçu un legs de 1 million de $ NZ. Blaikie a démissionné de l'Institut MacDiarmid au milieu de 2011 lorsqu'il a reçu sa nomination en tant que vice-chancelier adjoint (Recherche et entreprise) à l'Université d'Otago. Il a pris le poste en décembre 2011, succédant à Harlene Hayne,. Il est également titulaire d'une chaire de physique.

## Prix et distinctions
Blaikie a reçu la médaille Sidey (en) en 2001, créée par la Société royale de Nouvelle-Zélande (RSNZ) pour récompenser une recherche scientifique exceptionnelle,. En 2011, Blaikie a été élu membre de la Société royale de Nouvelle-Zélande. En 2013, Blaikie a reçu la médaille Hector de la RSNZ « pour ses contributions fondamentales et de grande envergure au domaine de la nano-optique, montrant que la lumière peut être manipulée à des échelles bien plus petites que sa longueur d'onde et fournissant une première démonstration mondiale d'un système controversé de superlentilles utilisant des techniques de sous-longueur d'onde »,,. La cérémonie nationale de remise des prix de la Royal Society a eu lieu à l'hôtel de ville de Dunedin le 27 novembre 2013. En 2015, Blaikie a reçu la médaille Thomson (en) pour son leadership scientifique.